# Parafia Wszystkich Świętych w Zabierzowie
Parafia Wszystkich Świętych w Zabierzowie k. Rzeszowa – polska rzymskokatolicka parafia, należąca do dekanatu Boguchwała w diecezji rzeszowskiej.

## Historia parafii
Pierwsza wzmianka o parafii pojawia się w dokumentach z 1409 roku, w tym też roku parafia została erygowana. Świadkiem nadania uposażenia w Łące był Marcin, proboszcz w Zabierzowie. W 1624 roku, podczas najazdu tatarskiego pierwszy kościół został spalony. W kilka lat później zbudowano drewnianą kaplicę. Kaplica ta została również spalona przez wojska Rakoczego w czasie potopu szwedzkiego. W 1719 roku, Jerzy Ignacy Lubomirski, właściciel dóbr rzeszowskich, rozpoczął budowę nowego kościoła, podczas której rozkopano resztki wałów grodowych. Kościół konsekrowany w 1732 roku przez biskupa Andrzeja Pruskiego.
W 1873 roku właściciele Nosówki – Dąbscy – dobudowują z prawej strony kaplicę z grobowcem swoich poprzedników. W 1909 roku ówczesny proboszcz, ksiądz Marceli Sochański przedłużył kościół i dobudował barokową wieżę oraz kaplicę. Sprawił również nowe organy, odnowił polichromię z 1875 roku. W czasie II wojny światowej, kościół ucierpiał w związku z bombardowaniem artyleryjskim.
Po II wojnie światowej proboszczem został ks. kanonik Stanisław Rejman. Doprowadził on m.in. do budowy kaplicy na cmentarzu.

## Obszar parafii
Do parafii należą wierni z miejscowości: Racławówka z przysiółkiem Zabierzów, Nosówki, Kielanówki, Błędowej Zgłobieńskiej oraz Zgłobnia.